# Sons of Anarchy (4.ª temporada)
A quarta temporada de Sons of Anarchy, uma série dramática de televisão dos Estados Unidos, estreou em 6 de setembro de 2011 e terminou em 6 de dezembro de 2011, com 14 episódios exibidos no canal FX. Criada por Kurt Sutter, a série se passa em Charming, uma cidade fictícia no Vale Central da Califórnia, e acompanha a vida de um clube de motociclistas fora da lei. O protagonista Jackson "Jax" Teller, interpretado por Charlie Hunnam, o então vice-presidente do clube, que é mostrado pela primeira vez como o novo presidente aqui, começa a questionar o clube e a si mesmo.
Sons of Anarchy é a história da família Teller-Morrow de Charming, Califórnia, bem como de outros membros do Sons of Anarchy Motorcycle Club Redwood Original (SAMCRO), suas famílias, vários moradores de Charming, gangues aliadas e rivais, associados, e agências legais que minam ou apóiam os empreendimentos legais e ilegais de SAMCRO.

## Sinopse
Os membros da SAMCRO, que estavam presos, deixam a prisão após cumprir uma sentença de 14 meses e são recebidos pelo Tenente Eli Roosevelt do Departamento do Xerife de San Joaquin, a nova força policial em Charming. Eles também descobrem que o irmão do Xerife Hale se tornou prefeito. O Procurador dos Estados Unidos, Lincoln Potter, busca a ajuda do Tenente Roosevelt para construir um caso de RICO contra a SAMCRO.

## Elenco e personagens

### Elenco principal
- Charlie Hunnam como Jackson "Jax" Teller
- Katey Sagal como Gemma Teller Morrow
- Ron Perlman como Clarence "Clay" Morrow
- Mark Boone Junior como Robert "Bobby Elvis" Munson
- Dayton Callie como Wayne Unser
- Kim Coates como Alex "Tig" Trager
- Tommy Flanagan como Filip "Chibs" Telford
- Ryan Hurst como Harry "Opie" Winston
- William Lucking como Piermont "Piney" Winston
- Theo Rossi como Juan-Carlos "Juice" Ortiz
- Maggie Siff como Tara Knowles-Teller

### Convidados especiais
- Rockmond Dunbar como Tenente Eli Roosevelt
- Ray McKinnon como Promotor de Justiça Assistente Lincoln Potter
- Danny Trejo como Romero "Romeo" Parada
- Kenny Johnson como Herman Kozik
- Drea de Matteo como Wendy Case
- Marianne Jean-Baptiste como Vivica
- David Hasselhoff como Dondo
- Sonny Barger como Lenny "The Pimp" Janowitz

### Elenco recorrente
- Christopher Douglas Reed como Philip "Filthy Phil" Russell
- Emilio Rivera como Marcus Alvarez
- David LaBrava como Happy Lowman
- Benito Martinez como Luis Torres
- David Rees Snell como Agente Grad Nicholas
- Michael Marisi Ornstein como Chuck Marstein
- Winter Ave Zoli como Lyla Winston
- McNally Sagal como Margaret Murphy
- Frank Potter como Eric Miles
- Jeff Kober como Jacob Hale Jr.
- Niko Nicotera como George "Ratboy" Skogstorm
- Kurt Sutter como "Big" Otto Delaney
- Timothy V. Murphy como Galen O'Shay
- Merle Dandridge como Rita Roosevelt
- Kristen Renton como Ima
- Patrick St. Esprit como Elliott Oswald
- Bob McCracken como Brendan Roarke
- Walter Wong como Chris "V-Lin" Von Lin
- Tory Kittles como Laroy Wayne

### Estrelas convidadas
- Tom Arnold como Georgie Caruso
- Randolph Mantooth como Charlie Horse
- Keith Szarabajka como Victor Putlova
- Rachel Miner como Dawn Trager
- Olivia Burnette como Mulher Sem-Teto
- Brian Goodman como Huff (Vice-Presidente do SAMTAZ)
- Paul John Vasquez como Angel Ganz

## Episódios
| N.º na série | N.º na temp. | Título                                                | Dirigido por          | Escrito por                                 | Exibição original      | Cód. de produção | Audiência (milhões) |
| --- | ------------ | ----------------------------------------------------- | --------------------- | ------------------------------------------- | ---------------------- | ---------------- | ------------------- |
| 40 | 1            | "Out" "(Fora da Prisão)" (BR)                         | Paris Barclay         | Kurt Sutter                                 | 6 de setembro de 2011  | 4WAB01           | 4.93                |
| Jax, Clay e os outros membros do SAMCRO são libertados da prisão, após cumprir 14 meses por acusações federais de armas, e retornam a Charming, onde encontram um novo xerife e um Procurador Adjunto dos EUA que montaram uma força-tarefa secreta para acabar com a operação de tráfico de armas do clube. Opie e Lyla se casam em uma cerimônia em uma reserva indígena, enquanto os Sons cortam seus laços com a Máfia Russa. Jax pede Tara em casamento e revela seu desejo de deixar os Sons of Anarchy. |              |                                                       |                       |                                             |                        |                  |                     |
| 41 | 2            | "Booster" "(Hora de Decisão)" (BR)                    | Guy Ferland           | Dave Erickson & Chris Collins               | 13 de setembro de 2011 | 4WAB02           | 3.71                |
| Gemma encontra a carta de Maureen Ashby que veio com as últimas cartas do pai de Jax, John. Ela se preocupa que Tara ou Jax saibam a verdade: que John acreditava que Clay e Gemma seriam responsáveis por sua morte. Depois que Gemma vê Abel pegar uma das cartas da bolsa de Tara, ela vai ao escritório de Tara procurar o restante dos arquivos e encontra-os, juntamente com uma certidão de óbito assinada por Unser. Ela avisa Unser que Tara está começando a investigar o passado de John. O SAMCRO despeja os corpos de suas vítimas russas nas terras de Charming Heights, o empreendimento imobiliário do prefeito Hale. O presidente dos Mayans, Marcus Alvarez, apresenta Clay a Romero "Romeo" Parada, um representante do cartel de drogas Gallindo. Eles vendem todo o seu estoque de armas para o cartel e recebem um pedido de munições mais pesadas. Parada também dá cocaína a Clay para vender. O clube está fortemente dividido sobre o tráfico de drogas, e Clay, que quer sair enquanto sua artrite piora, pede a Jax seu voto decisivo. Jax concorda com a condição de que Clay não o impeça de deixar os Sons of Anarchy quando Clay sair, e Clay concorda relutantemente. Opie e Jax visitam a reserva indígena de Wahewa para verificar sua operação de fabricação de balas, mas são emboscados e capturados por membros da máfia russa, que exigem a devolução de suas armas. Os mafiosos dão a Clay uma hora para recuperar as armas, mas antes que Clay e os outros possam agir, a polícia chega para interrogar o clube sobre os russos mortos. Sob o pretexto faccioso de realizar uma inspeção de incêndio no clube, o tenente Roosevelt ataca os móveis e janelas com um machado de incêndio. Romeo Parada e seus homens chegam à reserva de Wahewa e resgatam Jax e Opie, tendo ouvido falar da situação de reféns por meio de seus contatos na máfia russa. Enquanto os membros do SAMCRO avaliam os danos ao seu clube, Tara anuncia seu noivado com Jax, e o grupo comemora. |              |                                                       |                       |                                             |                        |                  |                     |
| 42 | 3            | "Dorylus"                                             | Peter Weller          | Regina Corrado & Liz Sagal                  | 20 de setembro de 2011 | 4WAB03           | 3.42                |
| Um grupo de jovens negros desafia Kozik para uma partida de basquete enquanto ele está ocupado carregando um caminhão com armas. Quando ele está distraído, eles o derrubam e roubam o caminhão. Jax e seus homens recorrem a Vivica, uma receptadora local e traficante de drogas, para ver se ela tem as armas, mas ela não tem. Nesse momento, eles avistam o carro dos ladrões e os perseguem, mas os ladrões são parados por excesso de velocidade. Kozik corajosamente distrai a polícia atirando no carro deles, e o SAMCRO interroga os ladrões, que revelam que venderam as armas para os filhos de Vivica, Luther e Vandross. O clube retorna à casa de Vivica, onde seus filhos admitem que planejavam vender as armas para surpreender a mãe com uma caminhonete de presente de aniversário. Ela devolve as armas ao clube e grita com seus filhos estúpidos. A força-tarefa do Procurador dos EUA intimida Juice, e Roosevelt revela que sabe que o pai de Juice é negro - uma revelação que Roosevelt insiste que o expulsaria do SAMCRO e possivelmente o mataria. Gemma confronta Tara sobre a existência das cartas de John Teller, compartilhando detalhes de seu primeiro casamento conturbado e implorando a Tara para não contar a Jax. Piney tenta influenciar o voto de Clay contando a Gemma sobre o cartel. Enquanto isso, Clay tenta convencer Bobby a favor do voto do cartel, prometendo torná-lo presidente do SAMCRO quando se aposentar. O acordo do cartel é aprovado por uma votação apertada de 6 a 5, com Clay, Jax, Tig, Opie, Miles e Kozik votando "sim" e Chibs, Piney, Happy, Bobby e Juice votando "não". |              |                                                       |                       |                                             |                        |                  |                     |
| 43 | 4            | "Una Venta"                                           | Billy Gierhart        | Kurt Sutter & Marco Ramirez                 | 27 de setembro de 2011 | 4WAB04           | 3.28                |
| SAMCRO vai a Tucson para se encontrar com o cartel e se junta ao capítulo Sons of Anarchy de Tucson, Arizona (SAMTAZ). Eles descobrem rapidamente que seus camaradas de Tucson têm lidado com metanfetamina. Jax descobre que pouco antes de SAMTAZ votar a favor de entrar no mundo das drogas, dois membros deixaram a organização: Little Paul foi morto e Reggie desistiu logo em seguida. Ele descobre que o Vice-Presidente e o Sargento de Armas do clube, Huff e Benny, foram responsáveis por assassinar Paul e forçar Reggie a sair, prevendo que eles se oporiam à incursão do clube no tráfico de drogas. SAMTAZ excomunga os dois traidores, mas vota unanimemente para continuar no negócio da metanfetamina, para desgosto do SAMCRO. Gemma procura a esposa do Chefe Roosevelt, Rita, e faz uma generosa doação para a caridade dela, que busca se opor ao desenvolvimento de Charming Heights. Piney visita Tara no hospital, tentando descobrir o que ela sabe sobre John Teller. Gemma avisa Piney para não cavar muito fundo. Potter visita Otto na solitária e revela que sua falecida esposa, Luann, estava dormindo com Bobby. Ele promete tirar Otto da solitária se ele virar as costas para o clube. SAMCRO se encontra com Romeo e pega seu primeiro carregamento de cocaína. |              |                                                       |                       |                                             |                        |                  |                     |
| 44 | 5            | "Brick" "(O Título)" (BR)                             | Paris Barclay         | Dave Erickson & Brady Dahl                  | 4 de outubro de 2011   | 4WAB05           | 3.51                |
| Otto entra em contato com Gemma e exige justiça pelo assassinato de Luann. O sucessor de Luann, Dondo, ajuda o SAMCRO a atrair Georgie Caruso para o set para vingar Luann. O clube se prepara para matá-lo, mas desiste quando descobre que ele tropeçou em uma oportunidade de negócio lucrativa, apoiada por investidores asiáticos ricos: bonecas sexuais. Bobby visita Otto na prisão e mente que a tarefa foi cumprida. No set, Opie descobre anticoncepcionais no camarim de Lyla. Irritado porque ela está sabotando seus esforços para conceber, ele dorme com Ima. Piney diz a Clay que leu as cartas de John Teller e exige que Clay afaste o clube do tráfico de drogas. Gemma e Clay procuram ajuda de Unser para encontrar as cartas: Gemma quer destruí-las, enquanto Clay quer usá-las como seguro contra Piney. Unser invade o escritório de Tara, mas encontra apenas cópias das cartas; quando ele as lê, fica chocado com seu conteúdo e tenta queimá-las, embora Clay chegue a tempo de recuperar o que pode do fogo. Roosevelt dá a Juice dois dias para trazer a ele um tijolo de cocaína para que possam rastrear sua origem. Juice rouba um tijolo para poder coletar uma amostra, mas acaba adormecendo antes de poder devolvê-lo. Enquanto os Mayans e o SAMCRO se encontram para distribuir os tijolos, Chibs anuncia que um está faltando; os dois gangues se olham com suspeita. |              |                                                       |                       |                                             |                        |                  |                     |
| 45 | 6            | "With an X" "(Com um X)" (BR)                         | Guy Ferland           | Chris Collins & Regina Corrado              | 11 de outubro de 2011  | 4WAB06           | 3.56                |
| Após um impasse tenso, Clay e Alvarez concordam que quem roubou o tijolo desaparecido deve morrer. O clube aterroriza psicologicamente os dois prospectos esperando que eles confessem, mas nenhum deles cede. Juice recupera o tijolo de seu esconderijo, mas é pego por Eric Miles, que aponta uma arma para ele. Os dois lutam pela arma e Juice é baleado na perna, mas consegue retomar o controle da pistola e atira em Miles, antes de incriminá-lo pelo roubo das drogas. Lyla chega ao clube e encontra Ima saindo do quarto de Opie. Opie diz que fez isso porque encontrou os anticoncepcionais dela e, quando ela admite ter feito um aborto, ele diz que está deixando-a até que ela decida o que quer. Jax atrai Ima para seu camarim e a joga contra uma mesa, advertindo-a para ficar longe de sua família e do clube. A filha de Tig, Dawn, pede dinheiro a ele para levar sua irmã gêmea, Fawn, para a reabilitação de bulimia. Gemma e Bobby investigam a história dela e descobrem que é falsa, mas Tig dá o dinheiro mesmo assim, afirmando que gosta de tê-la por perto. Clay pede ajuda a Romeo Parada com seu problema envolvendo Tara. Unser, preocupado com a segurança de Tara, deixa um bilhete intimidador em seu carro para alertá-la de que está em perigo. |              |                                                       |                       |                                             |                        |                  |                     |
| 46 | 7            | "Fruit for the Crows" "(Frutas para os Corvos)" (BR)  | Gwyneth Horder-Payton | Kurt Sutter & Liz Sagal                     | 18 de outubro de 2011  | 4WAB07           | 3.65                |
| Gemma encontra o bilhete deixado para Tara e ela é levada para o clube para proteção. Alvarez mostra ao SAMCRO sua operação de contrabando de cocaína, mas quando o grupo está saindo, eles são emboscados em um tiroteio e Alvarez é baleado. O SAMCRO o leva para o clube. Alvarez insinua que a emboscada e a ameaça de morte podem ser obra de um cartel rival. Jax segue o motorista até sua casa e descobre que ele é inocente e foi forçado a dirigir pelo cartel Lobos Sonora, que está mantendo sua família como refém. Romeo promete enviar homens para Charming como reforço, mas Bobby, que acredita que as ações de Clay colocaram o clube em perigo, pede uma votação para substituir Clay como presidente. Quando Juice exige encontrar Potter antes de entregar a amostra a Roosevelt, Potter ordena que Roosevelt o prenda com a amostra, o que Roosevelt relutantemente faz depois que Potter ameaça registrar uma reclamação. Roosevelt liberta Juice, que retorna ao clube, onde Clay lhe concede um emblema "Homens de Violência" por sua ajuda com os russos e Miles. No túmulo de Miles, Juice, desesperado, tenta se enforcar em uma árvore usando uma corrente, mas sua tentativa falha quando um galho se quebra. |              |                                                       |                       |                                             |                        |                  |                     |
| 47 | 8            | "Family Recipe" "(Receita de Família)" (BR)           | Paul Maibaum          | Dave Erickson & Brady Dahl                  | 25 de outubro de 2011  | 4WAB08           | 3.82                |
| Enquanto a gangue vota sobre o futuro da presidência de Clay, o clube é atacado pelo cartel Lobos Sonora, que entrega as cabeças decepadas de dois membros do SAMTAZ, incluindo o presidente do clube, Armando. Um membro do cartel é capturado no ataque, mas os Mayans são atingidos simultaneamente, perdendo três homens e um caminhão cheio de drogas. Chuckie Marstein é forçado a esconder as cabeças decepadas em uma panela de chili quando a polícia passa pelo clube. Piney exige que Clay retire o clube do negócio das drogas, ameaçando entregar as cartas de John Teller para o clube se ele falhar. O SAMCRO e os Mayans interrogam o membro do cartel, que afirma que há um informante entre os Mayans. Jax sugere que eles forneçam a ele informações falsas sobre a localização de suas armas e embossem o cartel quando eles chegarem para apreendê-las. No embate, dois caminhões chegam, mas um deles foge. Os Mayans e os Sons cercam o caminhão restante, que está vazio, exceto pelos corpos decapitados de dois Mayans e os dois membros do SAMTAZ. Tara confronta Jax sobre a violência crescente, e ele sugere que ela aceite um emprego em outro hospital e leve as crianças. Chibs descobre Juice tentando encobrir as evidências de sua tentativa de suicídio e o consola. Clay convence Elliott Oswald de que os dois devem contribuir com o restante do dinheiro para a instituição de caridade de Rita Roosevelt para interromper o desenvolvimento de Charming Heights, argumentando que Oswald recuperará sua terra quando o acordo de Jacob Hale falhar. Após o evento de arrecadação de fundos, Clay vai até a casa de Piney e o mata, escrevendo a assinatura do cartel Lobos Sonora em uma foto antiga dos fundadores dos Sons of Anarchy, os 'First 9.' |              |                                                       |                       |                                             |                        |                  |                     |
| 48 | 9            | "Kiss" "(Beijo)" (BR)                                 | Billy Geirhart        | Regina Corrado & Marco Ramirez              | 1 de novembro de 2011  | 4WAB09           | 3.63                |
| Os Niners fizeram uma nova aliança que afeta a agenda da SAMCRO. Gemma e Unser veem as consequências das ações de Clay. Tara planeja uma viagem para o Oregon para clarear sua mente, e Jax decide acompanhá-la. O Cartel Gallindo dá a Clay uma oportunidade de eliminar Tara de uma vez por todas. |              |                                                       |                       |                                             |                        |                  |                     |
| 49 | 10           | "Hands" "(Mão)" (BR)                                  | Peter Weller          | Chris Collins & David LaBrava & Kurt Sutter | 8 de novembro de 2011  | 4WAB10           | 3.93                |
| Jax e Tara descobrem as possibilidades pacíficas da vida fora da SAMCRO, mas a dura realidade de sua incapacidade de deixar o resto do grupo para trás se manifesta rapidamente para os dois. As tensões entre Gemma e Clay finalmente explodem. Enquanto Potter faz uma oferta a Juice, Roosevelt tenta fazer um favor a Juice. |              |                                                       |                       |                                             |                        |                  |                     |
| 50 | 11           | "Call of Duty" "(O Dever Chama)" (BR)                 | Gwyneth Horder-Payton | Liz Sagal & Gladys Rodriguez                | 15 de novembro de 2011 | 4WAB11           | 4.23                |
| Oswald notifica Clay que Hale conseguiu convencer os investidores asiáticos de Georgie Caruso a investirem no Charming Heights. Otto concorda em virar as costas para os Sons, mas exige que sua execução seja antecipada e que ele seja o responsável por contar a Bobby e ao clube. A ex-esposa de Jax, Wendy Case, traz um vaso de flores para Tara no hospital e manifesta sua intenção de recuperar seu lugar na vida de seu filho, Abel. Depois que Wendy sai, Tara furiosamente quebra o vaso e retira a tala, ferindo ainda mais sua mão machucada. Gemma visita o hospital e descobre que Jax e Tara estão planejando deixar Charming. Ela se encontra com Wendy e a adverte para ficar longe de Abel até que Tara se recupere. Tig se aposenta como sargento de armas depois de ver o que Clay fez com Gemma. Jax é forçado a deixar sua raiva contra Clay de lado enquanto o clube se prepara para retaliar o cartel Lobos Sonora. Os Sons e o cartel Gallindo cercam o acampamento do cartel, mas acabam entrando em um campo minado, onde Kozik e vários outros são mortos. Jax e Chibs chegam com RPGs e mudam o rumo da situação, eliminando os Lobos Sonora de uma vez por todas. Bobby, Tig e Opie recorrem a Lyla para ajudar a localizar Georgie Caruso e puni-lo por ajudar Hale inadvertidamente. Enquanto o colocam no porta-malas de um carro, ele admite que enviou homens para atacar Luann, mas apenas com a intenção de assustá-la. Tig e Opie enchem o carro dele de balas. Opie vai até a cabana de Piney com um guincho e encontra o corpo de seu pai. Unser o segue até a cabana e conta a ele que Clay é o homem responsável. |              |                                                       |                       |                                             |                        |                  |                     |
| 51 | 12           | "Burnt and Purged Away" "(Purificado pelo Fogo)" (BR) | Paris Barclay         | Kurt Sutter & Dave Erickson                 | 22 de novembro de 2011 | 4WAB12           | 3.85                |
| SAMCRO negocia com os Reis Irlandeses para garantir o futuro do clube. Jax confronta Wendy sobre seu retorno a Charming. Clay tenta fazer um acordo com Tara. Enquanto isso, o acordo de Otto com Potter é concluído, muito para o desgosto de Bobby. A confiança de Opie em Jax e no clube é quebrada quando ele busca vingança. A pedido de Gemma, Wayne tenta desfazer o estrago que fez. |              |                                                       |                       |                                             |                        |                  |                     |
| 52 | 13           | "To Be (Act 1)" "(Ser – Parte 1)" (BR)                | Kurt Sutter           | Kurt Sutter & Chris Collins                 | 29 de novembro de 2011 | 4WAB13           | 4.42                |
| Na sequência do tiroteio em Clay, o encobrimento de Jax coloca Tig na caçada e Laroy em perigo. Enquanto estão prestes a se encontrar com os irlandeses e o cartel, o desaparecimento de Juice e Bobby deixa o clube em alerta. Gemma revela a história da família na tentativa de aproximar Jax, enquanto Tara garante a partida de sua família de Charming. |              |                                                       |                       |                                             |                        |                  |                     |
| 53 | 14           | "To Be (Act 2)" "(Ser – Parte 2)" (BR)                | Kurt Sutter           | Kurt Sutter & Chris Collins                 | 6 de dezembro de 2011  | 4WAB14           | 4.24                |
| A história se repete quando o futuro de Jax em Charming e com o MC é finalmente determinado. O caso RICO de Potter toma um rumo incomum quando o Cartel Gallindo revela suas verdadeiras intenções. É feita a votação sobre a proposta de Charming Heights de Hale. A SAMCRO faz uma mudança na composição de seus membros. |              |                                                       |                       |                                             |                        |                  |                     |

## Produção
Embora Sons of Anarchy se passe no Vale Central da Califórnia do Norte (com algumas cenas na Área da Baía), foi filmado principalmente no Estúdio Occidental, Fase 5A, em North Hollywood. Os principais cenários localizados lá incluíam o clube, o Hospital St. Thomas e a casa de Jax. As salas de produção do estúdio utilizadas pela equipe de roteiristas também serviam como delegacia de Charming. Cenas externas eram frequentemente filmadas nas proximidades de Sun Valley, Acton, Califórnia, e Tujunga.

## Recepção
Alan Sepinwall afirmou que a quarta temporada corria o risco de ser previsível ao retornar a uma fórmula de narrativa bem-sucedida, mas ele mesmo preferiu esses episódios em relação à terceira temporada. Maureen Ryan fez uma análise positiva da quarta temporada. Ela elogiou a adição de Lincoln Potter (interpretado por Ray McKinnon), comparando a qualidade do personagem com a do antagonista de Breaking Bad, Gustavo Fring. O The A.V. Club chamou a quarta temporada de mais "concentrada" e "operística". O crítico do The A.V. Club, Zack Handlen, gostou da temporada, mas se sentiu decepcionado com o final, dizendo que apresentou um "caso péssimo de conveniência ditada, de uma revelação arbitrária e inacreditável usada para movimentar os personagens para onde os roteiristas querem que eles estejam na próxima temporada, ao invés de onde eles poderiam chegar organicamente". No entanto, a crítica elogiou a atuação de Charlie Hunnam no final. A TIME afirmou que a quarta temporada foi a mais forte desde a segunda temporada, mas que o programa precisava terminar mais cedo do que tarde. A TIME também concordou que as artimanhas do final às vezes eram muito visíveis, afirmando "é uma questão de princípio: você só pode aparecer vivo em seu próprio funeral tantas vezes antes que isso comece a perder seu impacto".